# Hom Nguyen
Hom Nguyen (nacido el 20 de septiembre de 1972) es un pintor francés de origen vietnamita. Sus obras son principalmente retratos de estilo figurativo. Vive y trabaja en París.

## Reseña biográfica
Thi Lan Nguyen, la madre de Hom Nguyen, abandonó Vietnam a finales de la década de 1970 y se instaló en París. En 1972 dio a luz a su único hijo, Hom Nguyen. Tras un accidente de coche en 1978, su madre quedó parapléjica. En una entrevista con el artista y músico Manu Katché, Nguyen afirma: «Mi única familia era mi madre. Ella no podía trabajar con su discapacidad, por eso dejé la escuela muy joven y empecé a trabajar». En 2009 murió su madre. Hom Nguyen, decidió dedicarse al dibujo y la pintura.
Hom Nguyen es un artista autodidacta y nunca recibió clases de dibujo. Su pintura es figurativa. Empezó pintando grandes retratos de famosos. A partir de entonces crearía obras más personales de mujeres y niños, ecos de su pasado. Realiza sus obras sobre lienzo en diferentes soportes, lápiz, pastel, tinta china, carboncillo, acrílico y óleo. Con motivo de la edición de 2016 de la Feria de Arte contemporáneo de París, organizada en el Grand Palais de París, se mostró su obra al Presidente de la República François Hollande. Su obra sobre la representación de la figura humana se presentó en múltiples exposiciones individuales y colectivas en todo el mundo a través de ferias internacionales de arte contemporáneo.  En el Bangkok Post, Hom Nguyen afirma que es portador de una doble cultura occidental y oriental, y que trabaja para abrir una plataforma cultural más amplia, un vínculo entre Francia y Asia. En 2019, en colaboración con el museo La Monnaie de París y la revista Vogue, pintó un retrato de Michelle Obama. La obra fue subastada por Christie's y los fondos recaudados se comprometieron a ser donados para apoyar la igualdad de género y el empoderamiento de las mujeres, liderados por United Nations Women. Ese mismo año donó un retrato de Édith Piaf que se expondrá en la entrada del ala Meyniel del Hospital Tenon, donde nació Piaf en 1915. A continuación, el artista participó en la conmemoración del 250 aniversario de Napoleón Bonaparte, realizando un retrato contemporáneo del emperador para la Tour du Sel de Calvi. Hom Nguyen fue nombrado Caballero de la Orden Nacional del Mérito de Francia el 24 de noviembre de 2021.
En diciembre de 2021, el Musée de l'Homme abordó la cuestión de la infrarrepresentación de las personas de la diversidad en el espacio público. Hom Nguyen creó, para la exposición Portraits de France, una obra que representaba a Aimé Césaire.
En mayo de 2022, el artista dona una obra al Hôtel National des Invalides para apoyar a los soldados heridos y a las familias en duelo de todos los ejércitos.
En 2024, Correos celebra el centenario del nacimiento de Charles Aznavour. Hom Nguyen produce un sello de coleccionista con la imagen del cantante.

## Distinciones
- Hom Nguyen fue nombrado Caballero de la Orden Nacional del Mérito de Francia el 24 de noviembre de 2021.[16]